# Liga Femenina de baloncesto 2019-20
La Liga Femenina de Baloncesto de España 2019-20, llamada Liga Femenina Endesa por motivos de patrocinio, fue la 57.ª temporada de dicha competición.

## Clubes participantes
Al finalizar de la temporada 2018-2019, descendieron de manera deportiva Snatt's Femeni Sant Adria y Baxi Ferrol. Por su parte, obtuvieron plaza de ascenso desde Liga Femenina 2 los clubes Campus Promete y CDB Clarinos Ciudad de los Adelantados.
| Equipo                          | Ciudad                 | Posición 2018-2019          |
| ------------------------------- | ---------------------- | --------------------------- |
| Spar Citylift Girona            | Gerona                 | Campeón                     |
| Perfumerías Avenida             | Salamanca              | Subampeón                   |
| Cadí La Seu                     | Seo de Urgel           | 3.º                         |
| Gernika Bizkaia                 | Guernica y Luno        | 4.º                         |
| Valencia Basket                 | Valencia               | 5.º                         |
| IDK Gipuzkoa                    | San Sebastián          | 6.º                         |
| Lecturale Art Araski            | Vitoria                | 7.º                         |
| Mann-Filter                     | Zaragoza               | 8.º                         |
| Embutidos Pajariel Bembibre PDM | Bembibre               | 9.º                         |
| Durán Maquinaria Ensino Lugo    | Lugo                   | 10.º                        |
| Nissan Al-Qázeres Extremadura   | Cáceres                | 11.º                        |
| Quesos El Pastor                | Zamora                 | 12.º                        |
| Campus Promete                  | Logroño                | Campeón Fase Ascenso LF2    |
| Clarinos Tenerife               | Santa Cruz de Tenerife | Subcampeón Fase Ascenso LF2 |

## Clasificación
| | Equipo                          | J  | G  | P  | PF   | PC   | Puntos | Racha |
| --- | ------------------------------- | -- | -- | -- | ---- | ---- | ------ | ----- |
| 1 | Perfumerías Avenida             | 22 | 19 | 3  | 1638 | 1172 | 41     | +2    |
| 2 | Spar Citylift Girona            | 22 | 18 | 4  | 1428 | 1198 | 40     | +4    |
| 3 | Gernika Bizkaia                 | 22 | 17 | 5  | 1550 | 1314 | 39     | +1    |
| 4 | Valencia Basket                 | 22 | 14 | 8  | 1436 | 1323 | 36     | -1    |
| 5 | Lecturale Art Araski            | 22 | 12 | 10 | 1363 | 1345 | 34     | -2    |
| 6 | Cadí La Seu                     | 22 | 11 | 11 | 1448 | 1433 | 33     | -1    |
| 7 | Durán Maquinaria Ensino Lugo    | 22 | 11 | 11 | 1434 | 1432 | 33     | -2    |
| 8 | Ciudad de La Laguna Tenerife    | 22 | 11 | 11 | 1481 | 1599 | 33     | +1    |
| 9 | Mann-Filter                     | 22 | 9  | 13 | 1381 | 1509 | 31     | -3    |
| 10                                                                                                   | Campus Promete                  | 22 | 8  | 14 | 1298 | 1387 | 30     | -1    |
| 11                                                                                                   | IDK Euskotren                   | 22 | 8  | 14 | 1353 | 1437 | 30     | +2    |
| 12                                                                                                   | Nissan Al-Qázeres Extremadura   | 22 | 6  | 16 | 1230 | 1493 | 28     | -5    |
| 13                                                                                                   | Quesos El Pastor                | 22 | 6  | 16 | 1393 | 1581 | 28     | +2    |
| 14                                                                                                   | Embutidos Pajariel Bembibre PDM | 22 | 4  | 18 | 1245 | 1455 | 26     | +1    |
| Fuente: Federación Española de Baloncesto: Clasificación de la Liga Endesa; actualización automática |                                 |    |    |    |      |      |        |       |

### Tabla de resultados cruzados
| Local \ Visitante               | CAD   | PRO   | TFE   | ENS   | BEM   | IDK   | GER   | CAS     | ALQ    | AVE   | ZAM   | ARA   | GIR   | VAL   |
| ------------------------------- | ----- | ----- | ----- | ----- | ----- | ----- | ----- | ------- | ------ | ----- | ----- | ----- | ----- | ----- |
| Cadí La Seu                     | —     | 61–81 | 81–57 | 74–68 | 77–81 | 55–56 | 67–74 | 71–62   | 91–50  | 37–73 |       | 61–59 | 54–56 | 51–66 |
| Campus Promete                  | 59–78 | —     | 60–68 | 55–60 | 57–49 | 69–77 |       |         | 49–51  | 57–66 | 64–59 | 59–51 | 57–73 | 62–40 |
| Ciudad de la Laguna Tenerife    | 72–83 | 58–77 | —     |       | 76–61 | 67–66 | 62–72 | 81–82   | 68–63  | 57–84 |       | 86–78 | 61–79 | 75–58 |
| Durán Maquinaria Ensino Lugo    | 60–68 | 76–55 | 64–52 | —     |       | 70–61 | 47–72 |         | 100–52 | 68–62 | 59–46 | 68–72 | 77–70 | 70–73 |
| Embutidos Pajariel Bembibre PDM | 69–61 | 52–56 | 55–61 | 57–69 | —     | 63–70 | 60–75 | 62–53   | 72–42  | 39–93 | 54–67 | 53–66 |       |       |
| IDK Euskotren                   |       | 43–57 | 71–72 | 59–58 | 68–59 | —     |       | 61–62   | 80–72  | 58–82 | 66–76 | 56–62 | 45–67 | 57–58 |
| Lointek Gernika Bizkaia         | 66–43 | 74–57 | 78–80 | 67–48 | 60–55 | 67–70 | —     | 78–58   | 66–59  |       | 82–56 |       | 60–69 | 91–89 |
| Mann-Filter Casablanca          | 61–65 | 72–67 | 74–66 | 71–68 | 58–51 | 57–48 | 48–68 | —       | 66–57  | 53–84 | 83–75 |       |       | 42–69 |
| Nissan Al-Qázeres Extremadura   | 68–74 |       | 61–56 |       | 74–60 | 59–55 | 50–81 | 70–68   | —      | 55–69 | 50–53 | 45–67 | 42–70 | 40–57 |
| Perfumerías Avenida             | 71–61 |       | 89–37 | 80–50 | 87–50 |       | 63–59 | 74–45   |        | —     | 96–52 | 70–46 | 55–68 | 61–58 |
| Quesos El Pastor                | 60–76 | 67–64 | 94–98 | 73–79 |       | 73–67 | 62–70 | 103–102 | 64–67  | 63–82 | —     | 63–65 | 31–65 |       |
| RPK Araski                      | 64–59 | 72–53 |       | 52–68 | 67–42 | 79–64 | 40–59 | 65–60   |        | 42–60 | 69–59 | —     | 56–68 | 61–69 |
| Spar CityLift Girona            |       | 64–51 |       | 66–58 | 62–48 | 53–55 | 65–68 | 52–40   | 61–55  | 60–55 | 61–48 | 59–68 | —     | 67–52 |
| Valencia Basket                 |       | 76–32 | 69–71 | 95–49 | 56–53 |       | 66–63 | 74–64   | 66–48  | 57–82 | 62–49 | 64–62 | 62–73 | —     |

### Evolución en la clasificación
La tabla muestra las posiciones de cada equipo al término de cada jornada. 
| Equipo ╲ Jornada                | 1           | 2  | 3  | 4  | 5  | 6  | 7  | 8  | 9  | 10 | 11 | 12 | 13 | 14 | 15 | 16 | 17 | 18 | 19 | 20 | 21 | 22 | 23 | 24 | 25 | 26 |  |
| ------------------------------- | ----------- | -- | -- | -- | -- | -- | -- | -- | -- | -- | -- | -- | -- | -- | -- | -- | -- | -- | -- | -- | -- | -- | -- | -- | -- | -- |  |
| Equipo ╲ Jornada                | Cadí La Seu | 6  | 4  | 3  | 5  | 7  | 5  | 5  | 5  | 5  | 6  | 6  | 5  | 6  | 5  | 6  | 6  | 6  | 8  | 8  | 7  | 6  | 6  |    |    |    |  |
| Campus Promete                  | 10          | 8  | 9  | 12 | 10 | 10 | 11 | 12 | 11 | 12 | 12 | 12 | 12 | 11 | 12 | 10 | 10 | 10 | 10 | 10 | 10 | 10 |    |    |    |    |  |
| Ciudad de La Laguna Tenerife    | 5           | 9  | 7  | 6  | 6  | 6  | 6  | 7  | 6  | 5  | 5  | 7  | 5  | 6  | 7  | 7  | 8  | 9  | 9  | 8  | 8  | 8  |    |    |    |    |  |
| Durán Maquinaria Ensino         | 9           | 14 | 11 | 11 | 13 | 12 | 10 | 9  | 10 | 8  | 8  | 8  | 8  | 8  | 8  | 8  | 7  | 6  | 6  | 6  | 7  | 7  |    |    |    |    |  |
| Embutidos Pajariel Bembibre PDM | 13          | 12 | 14 | 14 | 14 | 14 | 14 | 14 | 13 | 13 | 14 | 14 | 14 | 14 | 14 | 14 | 14 | 14 | 14 | 14 | 14 | 14 |    |    |    |    |  |
| IDK Euskotren                   | 11          | 11 | 12 | 13 | 12 | 11 | 12 | 10 | 12 | 10 | 11 | 11 | 11 | 12 | 11 | 11 | 11 | 11 | 11 | 11 | 11 | 11 |    |    |    |    |  |
| Lointek Gernika Bizkaia         | 7           | 3  | 5  | 4  | 3  | 4  | 4  | 4  | 3  | 3  | 3  | 3  | 4  | 4  | 4  | 4  | 3  | 2  | 2  | 2  | 3  | 3  |    |    |    |    |  |
| Mann-Filter Casablanca          | 14          | 13 | 13 | 10 | 9  | 9  | 9  | 11 | 9  | 11 | 9  | 10 | 9  | 10 | 10 | 9  | 9  | 7  | 7  | 9  | 9  | 9  |    |    |    |    |  |
| Nissan Al-Qázeres Extremadura   | 8           | 7  | 6  | 8  | 5  | 8  | 8  | 8  | 8  | 9  | 10 | 9  | 10 | 9  | 9  | 12 | 12 | 12 | 12 | 12 | 12 | 12 |    |    |    |    |  |
| Perfumerías Avenida             | 1           | 1  | 1  | 1  | 1  | 1  | 2  | 2  | 2  | 2  | 2  | 2  | 2  | 2  | 2  | 2  | 1  | 1  | 1  | 1  | 1  | 1  |    |    |    |    |  |
| Quesos El Pastor                | 4           | 10 | 10 | 9  | 11 | 13 | 13 | 13 | 14 | 14 | 13 | 13 | 13 | 13 | 13 | 13 | 13 | 13 | 13 | 13 | 13 | 13 |    |    |    |    |  |
| RPK Araski                      | 2           | 6  | 8  | 7  | 8  | 7  | 7  | 6  | 7  | 7  | 7  | 6  | 7  | 7  | 5  | 5  | 5  | 5  | 5  | 5  | 5  | 5  |    |    |    |    |  |
| Spar CityLift Girona            | 3           | 2  | 2  | 2  | 2  | 2  | 1  | 1  | 1  | 1  | 1  | 1  | 1  | 1  | 1  | 1  | 2  | 3  | 3  | 3  | 2  | 2  |    |    |    |    |  |
| Valencia Basket                 | 12          | 5  | 4  | 3  | 4  | 3  | 3  | 3  | 4  | 4  | 4  | 4  | 3  | 3  | 3  | 3  | 4  | 4  | 4  | 4  | 4  | 4  |    |    |    |    |  |

## Valoración

### Jugadora de la jornada
| Jornada | Jugador             | Equipo                | Val. | Ref    |
| ------- | ------------------- | --------------------- | ---- | ------ |
| 1       | Brittany McPhee     | Quesos El Pastor      | 32   | [ 2 ]  |
| 2       | Lyndra Weaver       | Clarinos Tenerife     | 28   | [ 3 ]  |
| 3       | Tanaya Atkinson     | Clarinos Tenerife (2) | 36   | [ 4 ]  |
| 4       | Brittany McPhee (2) | Quesos El Pastor (2)  | 28   | [ 5 ]  |
| 5       | Brittany McPhee (3) | Quesos El Pastor (3)  | 37   | [ 6 ]  |
| 5       | Lyndra Weaver (2)   | Clarinos Tenerife (3) | 37   | [ 6 ]  |
| 6       | Cierra Dillard      | Mann-Filter           | 28   | [ 7 ]  |
| 7       | Magali Mendy        | Spar Citylift Girona  | 28   | [ 8 ]  |
| 8       | Tinara Moore        | Cadí La Seu           | 32   | [ 9 ]  |
| 9       |                     |                       |      | [ 10 ] |
| 9       |                     |                       |      | [ 10 ] |
| 10      |                     |                       |      | [ 11 ] |
| 11      |                     |                       |      | [ 12 ] |
| 12      |                     |                       |      | [ 13 ] |
| 13      |                     |                       |      | [ 14 ] |
| 14      |                     |                       |      | [ 15 ] |

### Quinteto de la jornada
Se indica entre paréntesis la valoración obtenida en dicha jornada. Destacada la MVP de la jornada.
| Jornada | Base                     | Escolta             | Alero                | Ala-Pívot            | Pívot                    | Ref    |
| ------- | ------------------------ | ------------------- | -------------------- | -------------------- | ------------------------ | ------ |
| 1       | Jennie Simms (21)        | Julie Wojta (28)    | Brittany McPhee (32) | Atonye Nyingifa (30) | Tinara Moore (28)        | [ 2 ]  |
| 2       | Anna Gómez (18)          | Jennie Simms (24)   | Blake Dietrick (22)  | Lyndra Weaver (28)   | Evelyn Akhator (23)      | [ 3 ]  |
| 3       | Iva Brkic (19)           | Jennie Simms (23)   | Laura Aliaga (17)    | Tanaya Atkinson (36) | Naignouma Coulibaly (21) | [ 4 ]  |
| 4       | Leticia Romero (19)      | Queralt Casas (25)  | Brittany McPhee (28) | Ariel Edwards (24)   | Emese Hof (22)           | [ 5 ]  |
| 5       | Aina Ayuso (23)          | Jennie Simms (23)   | Brittany McPhee (37) | Lyndra Weaver (37)   | Nikolina Milić (28)      | [ 6 ]  |
| 6       | Aleksandra Stanaćev (22) | Cierra Dillard (28) | Julie Wojta (18)     | Georgina Bahí (20)   | Nikolina Milić (26)      | [ 7 ]  |
| 7       | Laura Cornelius (21)     | Magali Mendy (28)   | Julie Wojta (23)     | Tamara Abalde (23)   | Vanessa Gidden (27)      | [ 8 ]  |
| 8       | Božica Mujović (16)      | Queralt Casas (22)  | Brooke Salas (28)    | Leia Dongue (27)     | Tinara Moore (32)        | [ 9 ]  |
| 9       |                          |                     |                      |                      |                          | [ 10 ] |
| 10      |                          |                     |                      |                      |                          | [ 11 ] |
| 11      |                          |                     |                      |                      |                          | [ 12 ] |
| 12      |                          |                     |                      |                      |                          | [ 13 ] |
| 13      |                          |                     |                      |                      |                          | [ 14 ] |
| 14      |                          |                     |                      |                      |                          | [ 15 ] |

## Postemporada
- Campeonas de la Liga Femenina Endesa 2019-20: título desierto.
- Campeonas de la Copa de la Reina 2020: Perfumerías Avenida (9º título).
- Campeonas de la Supercopa 2019: Spar Citylift Girona (2º título).
- Clasificadas para Euroliga 2020-21: Perfumerías Avenida y Spar Citylift Girona.
- Clasificadas para Eurocup 2020-21: Lointek Gernika Bizkaia, Valencia Basket, Cadí La Seu y Clarinos Tenerife (fase previa).
- Descendidas a Liga Femenina 2 2020-21: no hubo descensos.
- Ascendidas de Liga Femenina 2 2019-20:  Movistar Estudiantes y Spar Gran Canaria.